# Massacre d'Hébron (1994)
Pour les articles homonymes, voir Massacre d'Hébron.
Le massacre d'Hébron de 1994 (ou massacre du Tombeau des Patriarches ou massacre de la mosquée d'Ibrahim ou massacre de la grotte de Mahpéla) est un acte de terrorisme qui eut lieu le 25 février 1994, lorsqu'un colon israélien, Baruch Goldstein, membre du parti nationaliste-religieux Kach et Kahane Chai, tua 29 Palestiniens de la ville d'Hébron et en blessa 125 autres, alors qu'ils étaient en train de prier un vendredi du mois sacré de ramadan. 
La résolution 904 du Conseil de sécurité des Nations unies a été émise pour exprimer la condamnation ferme de cet acte. Le massacre, commis sur fond des accords de paix d'Oslo, a déclenché un renouveau de la violence entre communautés juives et palestiniennes.

## Contexte

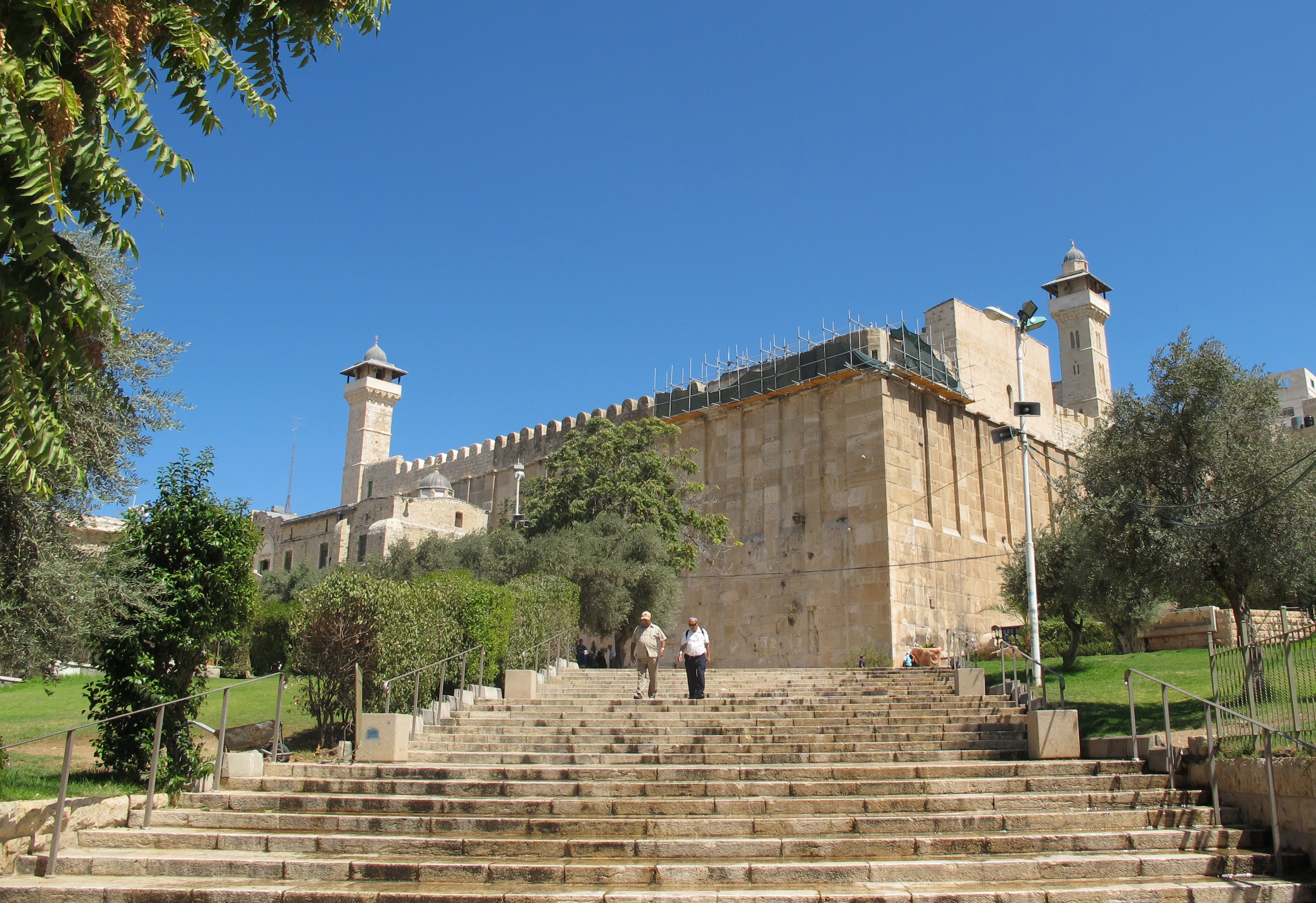
Vue extérieure de la mosquée d'Abraham (tombeau des Patriarches).

Hébron est considérée comme une ville sainte par les trois grandes religions monothéistes, depuis l'acquisition, par Abraham, selon la Bible, d'une grotte où est bâtie actuellement le Tombeau des Patriarches, devenu la Mosquée d'Abraham, qui abrite notamment des cénotaphes construits au-dessus de tombes attribuées aux patriarches bibliques Abraham, Isaac, Jacob et à leurs épouses Sarah, Rébecca et Léa.  
La Bible indique également qu'Hébron est attribuée à la tribu de Juda puis est déclarée ville sacrée et devient la propriété des descendants d'Aaron. Après la victoire de David contre le Phillistin Goliath, David y est sacré roi de Juda et en fait sa capitale jusqu'à la prise de Jérusalem.
Tout au long de l'Histoire, Hébron a connu à plusieurs reprises la cohabitation d'une minorité juive aux côtés d'une majorité musulmane, après la conquête arabe en 638. Des émeutes émaillent l'histoire et des massacres notables d'une partie de la population juive de la ville ont lieu en 1517, et de Juifs et palestiniens en 1834. 
En 1929, le conflit entre Juifs et Arabes donne lieu sur tout le territoire palestinien à des émeutes, qui atteignent leur paroxysme avec le massacre de 67 des 750 habitants juifs de la ville. En 1936, après de nouvelles exactions, les derniers habitants juifs sont évacués,. 
Après la conquête d'Hébron par Tsahal à la suite de la guerre des Six Jours, une nouvelle population de Juifs, appartenant au mouvement Goush Emounim, établissent sur une colline proche la colonie de Kiryat Arba, et négocient avec l'armée le droit d'accéder au caveau des Patriarches, générant la colère de la population palestinienne. Il s'ensuit une escalade de violence entre les deux communautés, chacune des deux s'estimant dépossédée par l'autre, avec des exactions physiques et des actes réciproques de vandalisme de livres sacrés.
En septembre 1993, Yitzhak Rabin et Yasser Arafat signent les accords d'Oslo. Alors que les attaques palestiniennes avaient considérablement décliné tout de suite après la signature de ces accords de paix, le mouvement islamique Hamas, opposé à ces accords, multiplie les attentats faisant au total 22 morts israéliens qui génèrent en représailles des raids de colons contre des localités palestiniennes jusqu'en janvier 1994.
Du côté palestinien, Hébron est considérée comme étant une ville traditionaliste et religieuse et comme un bastion du Hamas, mouvement islamiste et radical palestinien, qui exerce notamment son contrôle sur l’université d'Hébron.
Du côté israélien, la colonie de Kiryat Arba est peuplée majoritairement par des sympathisants et des militants du mouvement sioniste fondamentaliste Goush Emounim qui est engagé depuis 1974 dans le développement de petites communautés juives à proximité de zones à forte densité arabe. Baruch Goldstein était un sioniste religieux d'origine américaine habitant la colonie de Kiryat Arba, membre du parti Kach et médecin servant dans l'armée israélienne.

## Événements ayant précédé le massacre
Au début de février 1994, lors de la prière musulmane à la mosquée d'Ibrahim, Sheikh Taissir Tamimi (en) le juge islamique en chef de l'Autorité palestinienne fait un sermon incitant à « la lutte armée » et à « tuer les infidèles »[source insuffisante]. Des tracts appelant à une attaque contre les Juifs sont distribués par le Hamas dans la ville[source insuffisante]. À l'issue d'une réunion d'urgence sans précédent du commandement militaire israélien d'Hébron ordre est donné aux soldats de faire preuve d'une « vigilance extrême »[source insuffisante]. Les habitants de Kiryat Arba, dont Baruch Goldstein, furent informés trois jours avant la fête juive de Pourim de renseignements militaires faisant état de l'intention d'introduire des explosifs dans l'enceinte de l’édifice et de l'imminence d'une attaque planifiée par le Hamas pour le matin de ce jour de fête durant l'office religieux juif au tombeau des Patriarches. Le quotidien israélien Yediot Aharonot avait publié dans le même temps une information faisant état d'avertissements par le Hamas à la population arabe lui enjoignant de s'approvisionner en nourriture en anticipation d'un couvre-feu militaire qui ferait suite à une attaque importante contre les Juifs. 
La veille du massacre, des tensions se manifestèrent par le rassemblement de nombreux fidèles musulmans en colère durant le service religieux juif dans le hall d'Isaac, auquel assistait Goldstein. Selon la commission Shamgar qui a enquêté sur ce massacre, « la raison de cette tension était un arrangement entre le gouverneur militaire et le Waqf, qui n'était pas du goût de quelques-uns des fidèles musulmans. Selon cet arrangement, en raison de la fête de Pourim et la lecture du Livre d’Esther dans le hall d'Isaac, les prières musulmanes du vendredi soir dans ce hall ne commenceraient seulement qu'à 20 h 00. ». La mort d'un membre des Brigades Izz al-Din al-Qassam du Hamas le 24 février à Abu Dis et la capture d'un autre considérés comme responsables de plusieurs assassinats d’Israéliens ont suscité une vive émotion parmi les fidèles musulmans ; environ 200 scandèrent des slogans appelant à « tuer les Juifs », l'un des fidèles juifs souligna « Les Arabes hurlaient durant nos prières que les Juifs devaient être égorgés »,. Selon l'un des témoins musulmans, « les juifs aussi scandaient des slogans hostiles ». Les fidèles juifs quittèrent le Hall d'Isaac à l'heure convenue, le service musulman débuta à 20 heures, la situation se calma.

## Le massacre
Le gouvernement israélien avait partagé le Tombeau des Patriarches en deux sections distinctes : l'une réservée au culte juif et l'autre réservée au culte musulman. Le matin du 25 février 1994 à 05 h 00, 800 musulmans palestiniens entrent dans le Tombeau pour la prière de l'aube (fajr), la première des cinq prières quotidiennes. L'armée israélienne gardait le Tombeau, mais des neuf soldats qui étaient censés être de garde, quatre étaient en retard et seulement un officier était présent.
Peu de temps après, Baruch Goldstein entre dans le tombeau des Patriarches vêtu de son uniforme militaire et portant un fusil d'assaut IMI Galil et quatre chargeurs de munitions pour un total de 140 cartouches. Il n'a pas été arrêté par les gardes qui ont supposé qu'il était un officier se rendant du côté juif du Tombeau pour prier. Il se plaça devant l'unique sortie de la section musulmane, dans le dos des fidèles, et ouvrit le feu, abattant 29 Palestiniens en pleine prière et en blessant 125 autres. D'après les rescapés, il avait attendu le sojud, la prière que les musulmans disent en étant agenouillés en direction de la Mecque. Un fidèle lui lança un extincteur sur la tête, puis, avec d'autres fidèles, le battit à mort. 
Lors d'entretiens avec le New York Times, des témoins palestiniens ont affirmé que pendant le chaos, au moins un soldat a ouvert le feu sur la foule qui essayait de s'échapper et qu'au moins une personne avait été tuée. Deux soldats en faction devant la porte ont reconnu qu'ils avaient tiré non seulement en l'air mais aussi au moins quatre fois vers la porte, certains de ces tirs étaient à hauteur de poitrine, mais ils ont soutenu que personne n'a été touché par leurs balles. Ces soldats ont dit qu'ils voulaient créer un bouchon à la porte pour empêcher le tireur de sortir, et que les tirs ont cessé quand ils ont vu un homme blessé sortir de la mosquée. Ils ont compris à ce moment que le tireur était juif et non palestinien. Le commandant de la police frontalière à Hébron, où des petites colonies juives sont entourées de la population palestinienne, déclara que les ordres de l'armée étaient de ne jamais tirer sur un colon, même si ce dernier était en train de faire feu sur des Palestiniens ou des soldats.
Les circonstances exactes de ce massacre donnent lieu à nombreux témoignages contradictoires relayés par la presse sur la présence d'une autre personne venant en aide à Goldstein, sur l'arme utilisée, sur l'attitude de l'armée immédiatement après le massacre. D'après la commission d'enquête Shamgar, le terroriste a prémédité et accompli seul le massacre.

## Motivations
De la mouvance Loubavitch, Baruch Goldstein était un fondamentaliste religieux, membre du parti messianiste Kach, regroupant de nombreux autres immigrés juifs américains vivant dans des colonies en vase-clos, en raison de leur mauvaise connaissance de l'hébreu, qui en tant que médecin de l'armée, refusait de soigner les Arabes, y compris ceux appartenant à l'armée israélienne, même sur les injonctions de sa hiérarchie, au point qu'un de ses supérieurs directs tenta sans succès de l'envoyer en cour martiale. Cette information a toutefois été atténuée par la suite, il avait en effet déjà apporté des soins médicaux d'urgence à au moins un patient palestinien et en avait soigné plusieurs autres durant son service.
Plusieurs hypothèses ont circulé sur ses motivations, sans qu'aucune ne puisse être prouvée.
Selon le New York Times et l'Independent, Baruch Goldstein avait juré de venger la mort du rabbin Meir Kahane, dirigeant du Kach, assassiné par un Égyptien quelques années plus tôt,. Selon Amnon Kapeliouk, il aurait déclaré : « Un jour viendra où un seul juif se lèvera et tuera des dizaines d'Arabes pour venger l'assassinat du rabbin Kahane »,.
D'autres, et notamment la commission Shamgar lui attribuent la volonté de faire échec au processus de paix à la suite des accords d'Oslo signés en septembre de l'année précédente, processus de paix qui aurait validé la présence de Palestiniens sur la « terre d'Israël », à l'instar de Yigal Amir, l'assassin de Yitzhak Rabin, qui indique aux enquêteurs avoir pris sa décision le 3 mars 1994, jour des funérailles de Baruch Goldstein, et justifie son geste l'année suivante par sa volonté « de poursuivre ce que Goldstein avait commencé : mettre un terme aux processus de négociations ».
Pour l'anthropologue Robert Paine, les motivations possibles sont essentiellement d'ordre religieux, en raison de son caractère doublement profanatoire : massacre commis dans la symbolique Hébron, et le jour de la conjonction de la fête juive de Pourim et du début du Ramadan, et peuvent s'analyser soit comme une lutte fratricide entre descendants du Livre, soit comme tentative de réparation d'autres profanations commises par les musulmans, avec la volonté de purifier la Terre promise de ses éléments étrangers.
Quelques mois avant l'attentat, le 6 décembre 1993, l'ami proche de Goldstein, Mordechai Lapid et son fils Shalom Lapid sont assassinés à Hébron. En tant qu'intervenant d'urgence, Goldstein était présent sur la scène du meurtre, où il a qualifié les terroristes de nazis. Cet attentat palestinien ainsi que d'autres auraient pu alimenter un désir de vengeance. Un agent du service anti-terroriste israélien qui avait infiltré le groupe Kach avait mis en cause Baruch Goldstein comme un élément particulièrement dangereux.

## Réactions

### Réactions officielles en Israël
Ce massacre fut immédiatement condamné par le gouvernement israélien comme immoral et terroriste. Les familles des victimes se virent offrir des indemnisations. Le Premier ministre israélien, Yitzhak Rabin, s’exprimant au nom des Israéliens, parla tout d'abord de l'acte d'un psychopathe, puis exprima son dégoût et sa révulsion, ainsi que sa profonde tristesse à l’égard de l’acte commis par quelqu'un qu'il considérait comme « indigne d'être un citoyen israélien », tandis que la Knesset adoptait une résolution condamnant très fermement le crime : « La Knesset exprime sa profonde indignation et condamne le crime abominable commis au tombeau des Patriarches. »
John Rayner (en) rapporte : « ce massacre a été immédiatement condamné par les responsables de la communauté juive tant en Israël que dans la diaspora. Le président israélien l'a qualifié de « tragédie répugnante et de pire chose étant arrivée dans l'histoire du sionisme ».  Le Premier ministre a déclaré qu'il s'agissait « d'un meurtre épouvantable de civils innocents ». La Knesset l'a condamné massivement. Elle a voté une résolution faisant part de « son choc profond face à ce meurtre criminel et révoltant ». Le grand-rabbin séfarade s'est déclaré « tout simplement honteux qu'un juif commette un acte aussi crapuleux et irresponsable ». Le grand-rabbin ashkenaze l'a nommé « profanation du nom de Dieu ». »
David Jacobson rapporte : « Peu après le massacre le président israélien Ezer Weizman est allé faire ses condoléances à la municipalité d'Hébron et a condamné l'attaque la « qualifiant d'anti-juive et anti-israélienne ». Itzhak Rabin a déclaré dans un discours devant le parlement israélien en s'adressant à Goldstein « Vous n’êtes pas partenaire de l'entreprise sioniste, vous êtes un implant étranger, vous êtes une mauvaise graine, le judaïsme humain vous crache dessus ». Le Secrétaire général du Conseil de Judée Samarie, Uri Ariel a déclaré que l'acte de Goldstein allait au-delà de ce que la tradition juive pouvait accepter : « cet acte est non juif, inhumain, et, ce qui est moins important mais l'est tout de même, cela ne mène à rien et a pour seul effet de détériorer la situation » ».
Ce massacre a été condamné fermement par tous les principaux partis politiques israéliens. Le parlement israélien a adopté dans la foulée une loi interdisant « d’ériger des mémoriaux aux terroristes » en réaction à celui érigé pour Goldstein.

### Réactions du public israélien
Selon le Jerusalem Post, le massacre fut condamné par une « large majorité » des Israéliens. Spencer C. Tucker (en) et Priscilla Mary Roberts ainsi que Peter Chalk rapportent que des sondages réalisés au début du mois de mars 1994 ont montré que la grande majorité du public israélien a considéré que ce massacre « n’était rien d'autre que de la lâcheté et un acte de terrorisme »,.
Selon le Globe and Mail du 3 mars 1994 et l'Independent du 4 mars 1994, « presque tous les élèves » d'une école de Jérusalem considéraient Goldstein comme un héros, un fait que John Rayner rapporte comme « très dérangeant ». Selon l'Independent, ce « soutien substantiel au massacre » conduit le ministère de l’éducation israélien à mettre en place des cours spéciaux ayant pour objet la tolérance et la valeur de la vie humaine.
Selon un sondage réalisé par Teleseker pour le Centre international pour la paix au Moyen-Orient, 78,8 % des réponses condamnent le massacre d'Hébron, 11 % considèrent qu'il « doit être compris dans le contexte du terrorisme arabe contre les Juifs » et 3,6 % approuvent le geste de Goldstein,.
Un autre sondage, basé sur un échantillon représentatif de toute la population israélienne, réalisé par Eliyahu Hassin et publié le 11 mars 1994 par l'hebdomadaire Shihin, donne les résultats suivants : 6 % de justification du massacre, 30 % de « compréhension » sans justification et 63 % de condamnation. Israël Shahak fait toutefois observer que l'échantillon comprend des Arabes israéliens, qui représentent 14,5 % de la population.

### Réactions des Palestiniens
Tout de suite après l'annonce du massacre, des milliers de Palestiniens manifestèrent un peu partout dans les territoires occupés. De graves émeutes eurent lieu au cours desquelles 26 Palestiniens et 9 Israéliens furent tués.

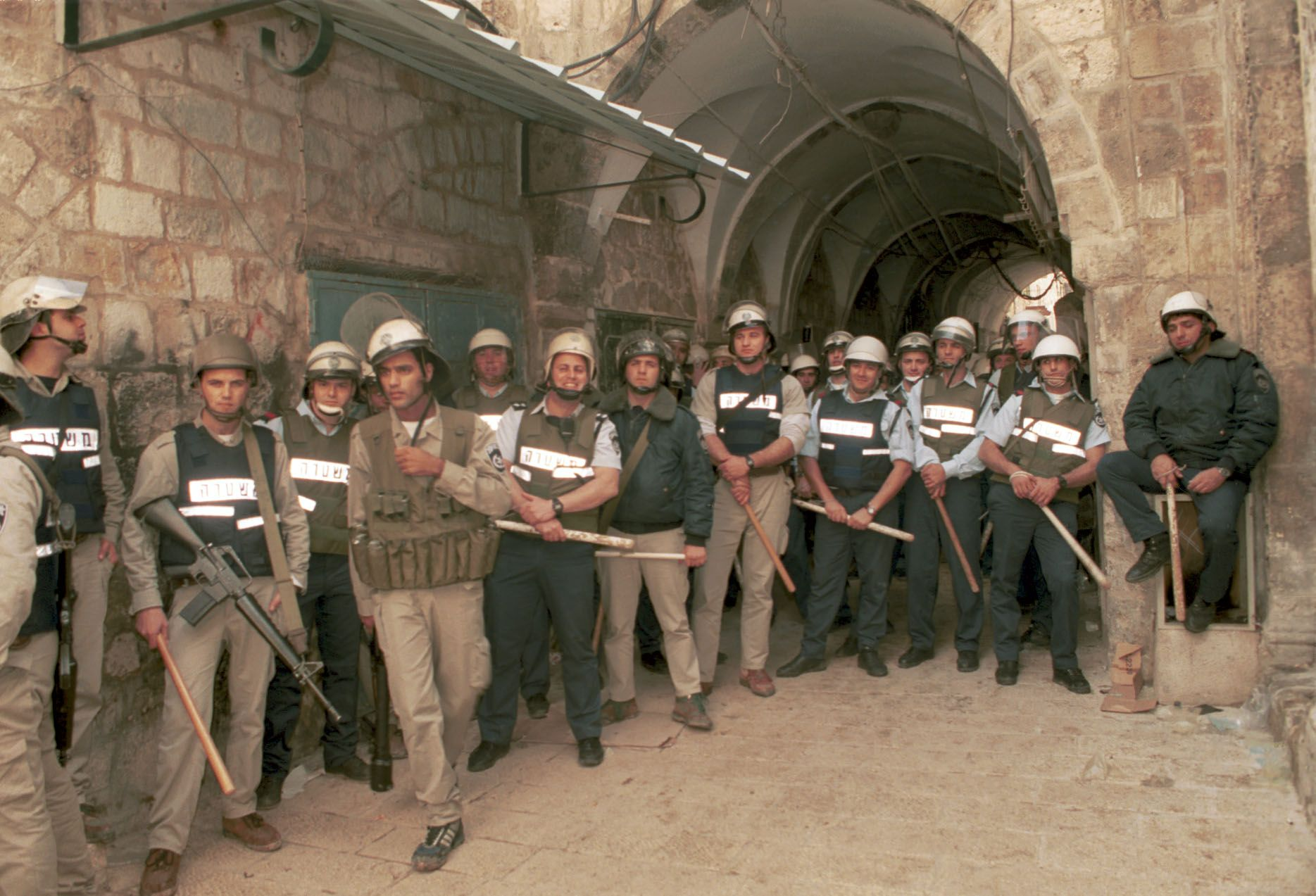
Une unité de police israélienne se tient en alerte le 25 février face à d'éventuelles émeutes des fidèles arabes sur le Mont du Temple en représailles du massacre d'Hébron.
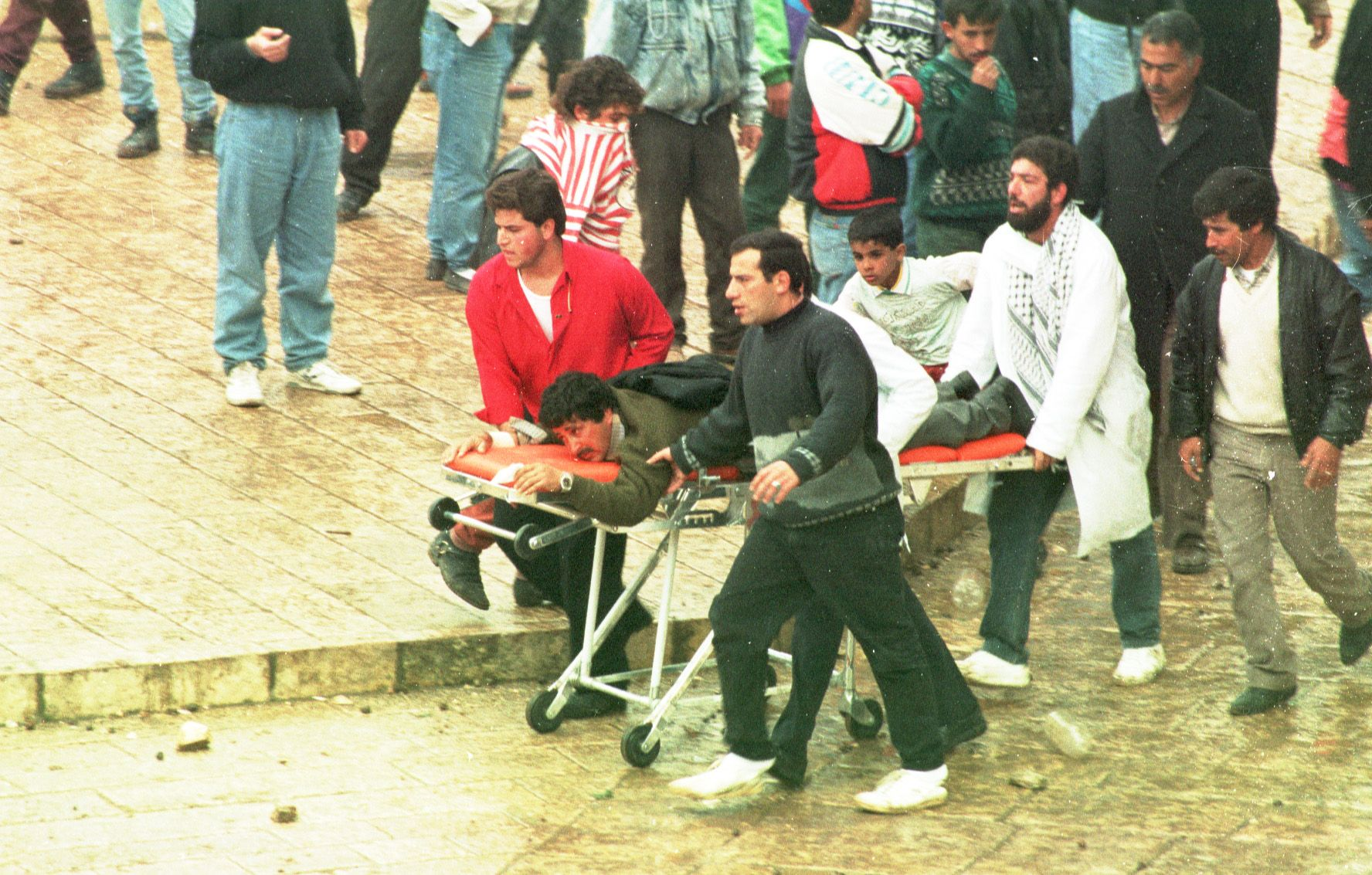
Évacuation de Palestiniens blessés lors d'émeutes au Mont du Temple le 26 février 1994.

### Réaction de la communauté internationale
La résolution 904 du Conseil de sécurité des Nations unies a été émise pour exprimer la condamnation ferme du massacre. Israël s'est exprimé à propos de cette résolution, en déclarant qu'il espérait que cette résolution ouvrira la voie à la reprise des pourparlers, et en rappelant qu'Israël a été le premier à condamner le massacre.
Le Conseil de l'Europe condamne lui aussi ce massacre dans sa résolution 1026.
Le grand-rabbin du Royaume-Uni, Johathan Sacks, a déclaré que « les violences sont le mal, des violences commises au nom de Dieu sont doublement mauvaises. Des violences commises contre des personnes occupées au culte de Dieu est inqualifiablement mal ». Ce sentiment a été exprimé par de nombreux rabbins et chefs de communautés juives orthodoxes et progressistes britanniques au nom de nombreuses organisations faisant partie du Board of Deputies of British Jewry. Des messages de condoléances ont été adressés à l'OLP, des Juifs et des Palestiniens ont participé conjointement à un service de deuil à la West London synagogue.

## La commission Shamgar

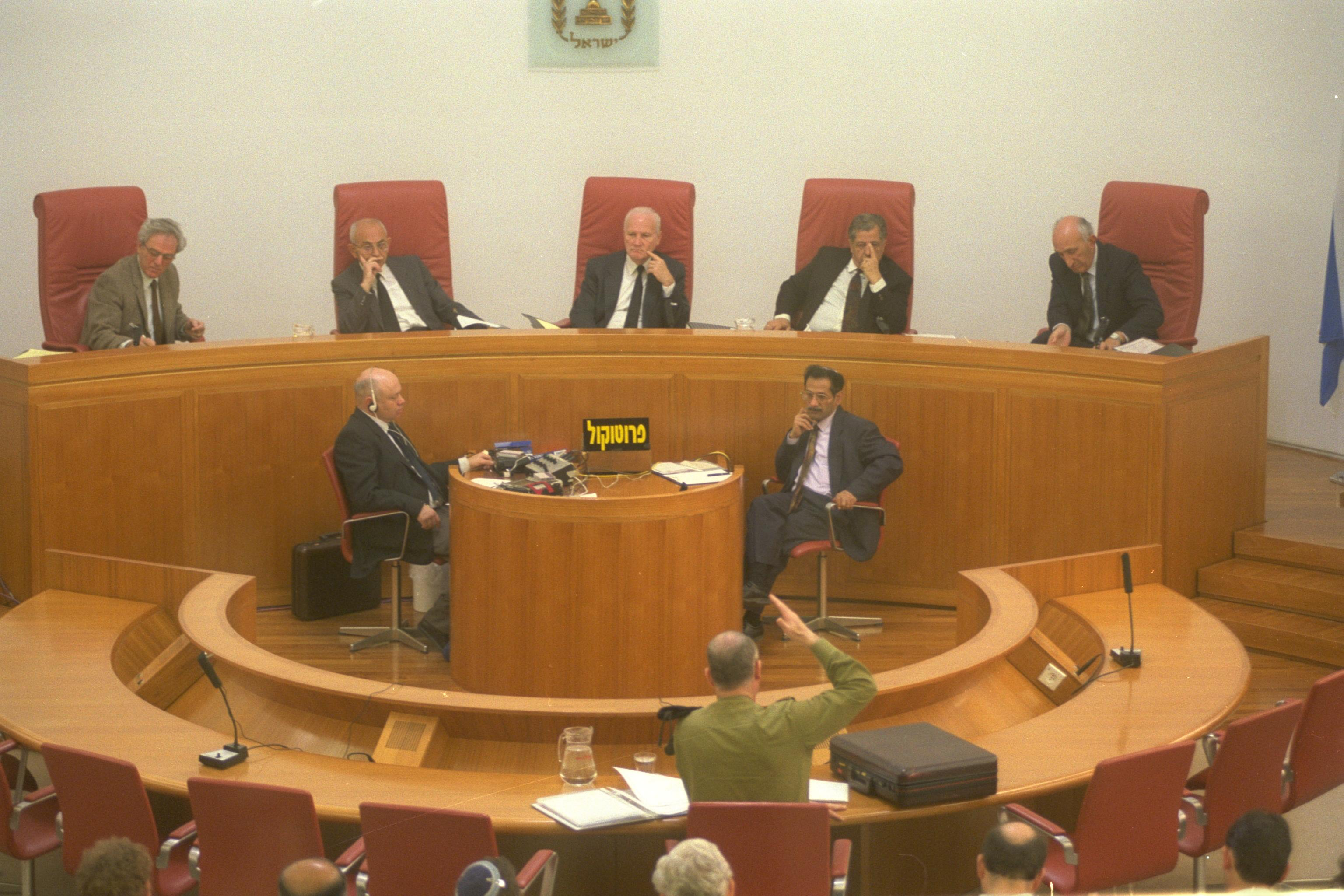
Le général Danny Yatom témoignant devant la commission Shamgar.

Une commission d'enquête, la commission Shamgar, est créée par les Israéliens afin de faire toute la lumière sur ces événements. Parmi les très nombreuses questions qu'elle a à traiter, la première consiste à déterminer si Goldstein a agi seul ou pas. Après avoir examiné des témoignages mettant en avant une possible complicité d'autres individus non identifiés, elle conclut finalement qu'il a agi seul, se basant pour cela sur d'autres témoignages ainsi que ses propres études.
Le second point étudié par la commission est de savoir si l'armée israélienne et la police des frontières chargée d'assurer la sécurité du lieu, peuvent être taxées de complicité ou de négligence. La conclusion est partiellement négative, les sous-effectifs étant notamment attribués à la crainte d'une attaque terroriste du Hamas contre les Juifs, qui a mobilisé les troupes en d'autres lieux. Toutefois, la Commission rappelle ses vives critiques faites en termes d'obéissance et de commandement.
Une troisième question porte sur l'organisation des secours, et sur le refus allégué par des médecins français et égyptiens de l'hôpital Hadassah de recevoir ces blessés. La commission considère que ces témoignages ne sont pas fiables, et ne relève pas de faute sur ces questions.
Les directives de l'armée de ne pas tirer sur un colon s'attaquant à des Palestiniens ou des soldats font l'objet d'une remise en cause.

## Conséquences

### Conséquences en Israël

#### Interdiction du parti Kach
Le parti Kach, dont Baruch Goldstein était membre, et l'organisation liée Kahane Chai furent interdits par les autorités israéliennes au titre d'une loi anti-terroriste de 1948,.

#### Apologie de Goldstein
Malgré le rejet très majoritaire de son geste au sein de la population israélienne et de la classe politique,,, Baruch Goldstein devint un héros pour certaines franges de l’extrême droite, en particulier religieuses. Yigal Amir, le futur assassin du premier ministre israélien Yitzhak Rabin, assista à la cérémonie funéraire. Un livre en son honneur fut publié par le rabbin « extrémiste d'ultra-droite » Itshak Ginsburgh du mouvement Loubavitch avec trois membres du mouvement Kahane Chai. Le livre, bien qu'interdit, continue à circuler en 2013,et l'un des quatre auteurs, le rabbin Ido Alba sera condamné à 18 mois de prison. Ginsburgh sera placé en détention préventive pour une période de deux mois en 1996,,.

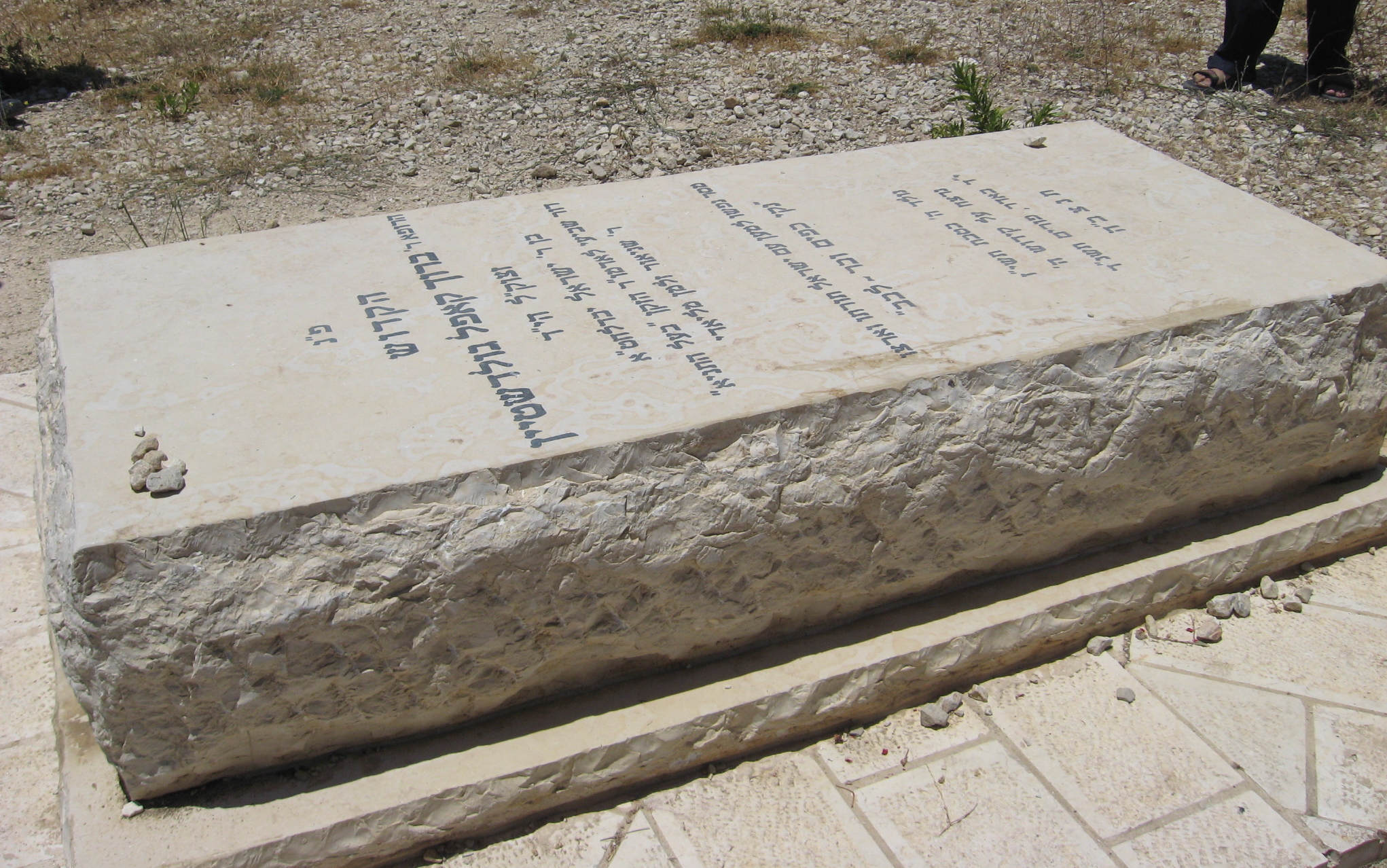
La tombe du terroriste Baruch Goldstein à Kiryat Arba, unique vestige de son mausolée détruit en 1999.

Parallèlement à la condamnation publique du massacre, l'armée israélienne avait interdit que les funérailles aient lieu à Hébron craignant que les arabes profanent la tombe de Goldstein. La communauté de Kiryat Arba menaça de se livrer à des représailles contre les Palestiniens. Un compromis fut trouvé : le cortège funèbre défila dans les rues de Jérusalem avant l'enterrement à Kiryat Arba. Un mausolée est ensuite construit sur sa tombe, jusqu'à ce que le parlement israélien vote en 1998 une loi interdisant l’édification de mausolées à la mémoire d'auteurs d'actes de terrorisme et contraignant la destruction de ceux déjà édifiés. L'année suivante, l’armée israélienne détruit le mausolée édifié pour Goldstein, n'en préservant que la pierre tombale,. 
Des cérémonies ont lieu chaque année en son honneur dans le cimetière,.

### Conséquences à Hébron
Tout de suite après le massacre, un couvre-feu qui visait les Palestiniens fut instauré. Il fut levé au bout d'un mois, à la demande du ministre de la Défense, Shimon Peres, qui argumenta : « Nous ne pouvons maintenir des situations absurdes qui sont complètement inacceptables… Mettre 120 000 résidents arabes sous couvre-feu pour protéger environ 400 Juifs ».
Une grève générale fut organisée sur l'ensemble des Territoires occupés pour marquer le mois écoulé après le massacre.
La mosquée fut fermée jusqu'en novembre 1994. Sa réouverture le 7 du même mois s'accompagna de mesures de sécurité : mise en place d'entrée séparées pour les juifs et les musulmans, portes d'acier séparant les deux communautés, obligation désormais pour les colons de déposer leurs armes, détecteurs de métaux et circuits de vidéo-surveillance.

### Incidence sur le conflit israélo-palestinien
Le massacre entraina les mois suivants une recrudescence des violences réciproques entre Palestiniens et Israéliens, avec des violences dues aussi bien à l'armée israélienne, au Hamas, qu'à des actes isolés de Juifs ou d'Arabes. Selon HRW, « le Hamas organisa des attentats en représailles, notamment son premier attentat-suicide contre des civils israéliens, qui fit huit morts et trente-quatre blessés à Afula ». Cette thèse est contredite par le professeur israélien de psychologie Ariel Merrari, qui recense plusieurs attentats-suicides commis par le Hamas en Israël avant qu’eut lieu ce massacre.
Les pays arabes rendirent Israël totalement responsable du massacre et proférèrent des menaces contre lui[Lesquelles ?] ; les pays en discussion avec ce dernier suspendirent toutes leurs négociations en cours.
Le processus de paix, relancé avec les accords d'Oslo, fut mis en échec, répondant aux vœux des extrémistes des deux bords, Hamas et Gush Emunim, ainsi qu'à ceux du Likoud. Selon Charles Enderlin ce massacre a grandement contribué à l'échec du processus de paix[réf. nécessaire].